# أسلام أباد (كراني)
أسلام أباد (بالفارسية: اسلام‌آباد) هي منطقة سكنية تقع في إيران في كردستان. يقدر عدد سكانها بـ 725 نسمة .